# Оно наше што некад бејаше
Оно наше што некад бејаше је српска телевизијска серија од пет епизода, за коју је сценарио, по мотивима приповедака Стевана Сремца, написао Синиша Павић.
Серија је снимана у Београду, Панчеву, Заклопачи а највећи део је снимљен у Ваљеву. Успешно је емитована 2007. на РТС-у.

## Синопсис
Радња серије смештена је на почетак 20. века, када у једну варош у Србији долази путујуће позориште. Овај догађај изазваће велике промене у животима становника ове мале вароши. Практикант Љубивоје, опчињен глумом, придружује се позоришној трупи остављајући Икицу, девојку у коју је заљубљен, да би се посветио другој љубави...

## Глумачка постава
| Глумац:                 | Улога:           |
| ----------------------- | ---------------- |
| Милан Васић             | Љубивоје         |
| Данијела Штајнфелд      | Икица            |
| Предраг Ејдус           | Атанас           |
| Мирјана Карановић       | Атанасова жена   |
| Милан Гутовић           | Ћир Манта        |
| Дејан Луткић            | Тоша             |
| Миленко Заблаћански     | Поручник Марјан  |
| Михајло Јанкетић        | Начелник         |
| Јелена Чворовић         | Начелникова жена |
| Предраг Смиљковић       | Икицин отац      |
| Нела Михајловић         | Икицина мајка    |
| Милена Васић Ражнатовић | Розика           |
| Јаков Јевтовић          | Арсић            |
| Лена Богдановић         | Примадона        |
| Бранко Цвејић           | Старешина суда   |
| Небојша Кундачина       | Мајор            |
| Бранко Јеринић          | Манојло          |
| Феђа Стојановић         | Сретен           |
| Милица Милша            | Перса            |
| Александар Дунић        |                  |
| Саша Јоксимовић         |                  |
| Славица Крсмановић      |                  |